# Blondelia inclusa
Blondelia inclusa là một loài ruồi trong họ Tachinidae.